# Kill the Lights
Kill the Lights – piosenka dance-popowa pochodząca z szóstego studyjnego albumu amerykańskiej wokalistki Britney Spears zatytułowanego Circus (2008). Utwór napisany został przez Danję, Jamesa Washingtona, Luke’a Boyda i Marcellę Araicę, a wyprodukowany przez samego Danję.

## Informacje o utworze
Utwór „Kill the Lights” gatunkowo czerpie z dance-popu oraz muzyki urban. Tekst piosenki porusza kłopoty Spears z fotoreporterami, przez co porównywalny jest do singlowej kompozycji „Piece of Me”.

## Twórcy
- Główne wokale: Britney Spears
- Producent: Nathaniel „Danja” Hills
- Mixer: Marcella Araica
- Edycja pro-tools: Ron Taylor
- Wokale wspierające: Britney Spears, Nathaniel „Danja” Hills

## Notowania
| Listy (2008)                                                 | Najwyższa pozycja |
| ------------------------------------------------------------ | ----------------- |
| Kanada (Hot Canadian Digital Singles)                        | 69                |
| Stany Zjednoczone (Billboard Bubbling Under Hot 100 Singles) | 11                |
| Stany Zjednoczone (Billboard Pop 100)                        | 69                |